# فرانك هوارد (سياسي أمريكي)
فرانك هوارد هو سياسي أمريكي، ولد في 1 ديسمبر 1938 في هورنبيك في الولايات المتحدة، وتوفي في 27 يوليو 2020. نشط حزبياً في الحزب الديمقراطي والحزب الجمهوري. وقد انتخب عضو مجلس نواب لويزيانا ‏.